# محمد سلمان السعدي

## حياته
ولد السعدي في احياء بغداد القديمة في سنة 1950. متزوج ولديه 6 أولاد. نشأ وتربى في بغداد. اكمل دراسته في جامعة بغداد/ قسم علوم الكيمياء عام /١٩٧٢وحاصل على لقب كيميائي استشاري من نقابة الكيميائين العراقيين في 1996.

## نسبه
هو محمد بن سلمان بن داود بن سليمان بن ناصر الحضري بن صالح بن سلطان بن عشبة بن صالح بن رشيد بن مهنا بن حمد بن محمد بن سعد الرابع بن حسين بن خليفة بن عبد القهار بن وادي بن معروف بن شعيب بن عقبة بن شبيب بن خالد بن شيت بن عدنان بن معله بن غريب بن غيث بن عبد الدايم بن عبد الله بن محمد بن علي بن سعد الثالث بن الحجاج بن بدر بن هلال بن سعد الثاني بن عبد الرحمن بن الحارث بن جنة بن ناصرة بن فصية بن نصر بن سعد الأول بن بكر بن هوازن بن منصور بن عكرمة بن خصفة بن قيس بن عيلان بن مضر بن نزار بن معد بن عدنان

## عمله
في بداية حياته وبعد تخرجه عمل السعدي في عدة وظائف:
- مسؤول إنتاج شركة رافد لصناعة اللدائن
- مدير معمل شركة الضياء لمنتجات اللدائن
- مستشار فني لمجموعات شركات رافد
- مدير معمل شركة رافد
- مدير مفوض مجموعة شركات رافد لصناعة اللدائن
- مستشار رئيس الوزراء ومدير دائرة المتابعة في مكتب رئيس الوزراء
- رئيس لجنة متابعة وتنفيذ المصالحة الطنية في مجلس الوزراء
- مدير مكتب رئيس الوزراء المناوب
- نائب عن محافظة ديالى.
- رئيس اللجنة الاقتصادية في مجلس النواب العراقي

## جدول أعماله
يعمل السعدي حالياً مع أعضاء اللجنة الاقتصادية في مجلس النواب العراقي على اعاده هيكلة برنامج البطاقة التموينية.

## محاولة اغتيال
تعرض السيد محمد سلمان السعدي إلى محاولة اغتيال بعبوة ناسفه فجرت على موكبه وهو في طريقه إلى محافظة ديالى في زيارة رسمية لألتقاء عدد من شيوخ ووجهاء المحافظة.